# Antrim (Borough)
Antrim (irisch: Aontroim) war einer der 26 nordirischen Districts, die von 1973 bis 2015 bestanden. Der District, dessen Gebiet in der traditionellen Grafschaft Antrim lag, wurde 1973 eingerichtet und besaß seit 1977 den Status eines Borough. Zum 1. April 2015 ging er im neuen District Antrim and Newtownabbey auf.
Er umfasste das Nord- und Ostufer von Lough Neagh. Bedeutende Orte im Borough waren Antrim, Toomebridge, Crumlin, Randalstown, Parkgate und Templepatrick. Der Flughafen Belfast lag ebenfalls im Borough.

## Antrim Borough Council
Die Wahl zum Antrim Borough Council am 11. Mai 2011 hatte folgendes Ergebnis:
| Partei | Partei                                    | Ergebnis 2011 | Ergebnis 2011 | Veränderung zu 2005 | Veränderung zu 2005 |
| Partei | Partei                                    | Sitze         | Stimmen       | Sitze               | Stimmen             |
| ------ | ----------------------------------------- | ------------- | ------------- | ------------------- | ------------------- |
|        | Democratic Unionist Party (DUP)           | 5             | 30,6 %        | −1                  | −0,2 %              |
|        | Ulster Unionist Party (UUP)               | 5             | 20,8 %        | 0                   | −3,0 %              |
|        | Sinn Féin                                 | 4             | 17,2 %        | +1                  | 2,4 %               |
|        | Social Democratic and Labour Party (SDLP) | 3             | 16,5 %        | 0                   | −4,1 %              |
|        | Alliance Party                            | 2             | 11,3 %        | 0                   | 4,4 %               |
|        | Traditional Unionist Voice                | 0             | 2,1 %         | 0                   | 2,1 %               |
|        | Sonstige                                  | 0             | 0,6 %         | 0                   | 0,0 %               |